# Kvarnsvedens kraftstation

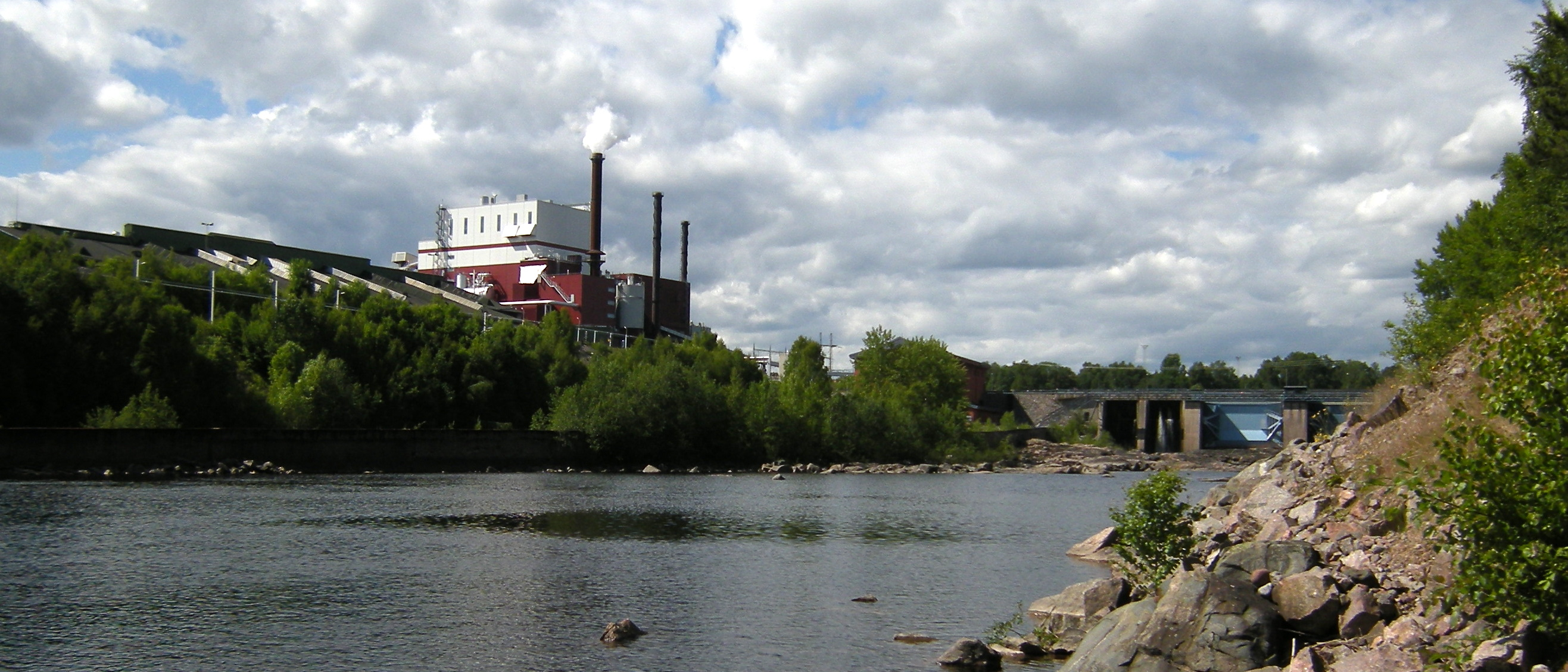
Pappersbruket anlades vid Kvarnsvedsforsen för att kunna utnyttja vattenkraft.
Kraftstationen från 1975 mitt i bilden, skymd bakom ett träd.

Kvarnsvedens kraftstation ligger vid Kvarnsvedens pappersbruk och är en av fyra kraftstationer i de så kallade Tunaforsarna i Dalälven.
Kvarnsvedens första kraftstation uppfördes 1897-1900 för att förse pappersbruket med kraft. År 1975 kompletterades kraftverket med en ny anläggning. Den ursprungliga anläggningen revs under 1990-talet och ersattes med en ny station.